# Sean Simpson
Sean Ronald Simpson (* 4. Mai 1960 in Essex, Vereinigtes Königreich) ist ein ehemaliger kanadischer Eishockeyspieler und derzeitiger -trainer. Seit 2020 ist er Cheftrainer der ungarischen Nationalmannschaft.

## Karriere

### Als Spieler
Sean Simpson begann seine Karriere als Eishockeyspieler in der Ontario Hockey Association, wo er von 1976 bis 1981 zunächst ein Jahr lang für die Kingston Canadians und schließlich vier Jahre für die Ottawa 67’s spielte. In dieser Zeit wurde er im NHL Entry Draft 1980 in der siebten Runde als insgesamt 141. Spieler von den Chicago Black Hawks ausgewählt. In der Saison 1981/82 stand er bei deren Farmteam aus der American Hockey League, den New Brunswick Hawks auf dem Eis. Da sein Vertrag nicht verlängert wurde, schloss er sich für das folgende Jahr den Springfield Indians an.
Im Sommer 1983 wechselte Simpson nach Europa, wo er zunächst eine Saison für die Tilburg Trappers aus der niederländischen Eredivisie spielte, für die er nach einem kurzen Abstecher zum Zürcher SC drei weitere Saisons aktiv war. In seiner ersten Saison bei den Trappers wurde er gleich Topscorer der Liga. In der Saison 1988/89 stand Simpson für deren Ligarivalen, die Rotterdam Pandas, auf dem Eis und wurde zum zweiten Mal in seiner Karriere Topscorer in den Niederlanden.
Nach je einer Spielzeit beim EHC Olten aus der Schweizer Nationalliga A und beim HC Fiemme Cavalese aus der italienischen Serie A1 beendete Simpson 1991 seine Spielerkarriere.

### International
Mit dem kanadischen Nationalteam nahm Simpson an der Junioren-Weltmeisterschaft 1980 teil und erreichte den fünften Platz.

### Als Trainer
Nach dem Ende seiner aktiven Karriere übernahm Simpson 1991 das Amt der Elite Trainer beim EV Zug und wurde 1995 Assistenztrainer neben Jim Koleff. Im 1997 wurde er Cheftrainer der ersten Mannschaft, wo er 1998 Schweizer Meister wurde. Im Jahr 1999 übernahm er das Amt als Cheftrainer bei den neu gegründeten München Barons aus der Deutschen Eishockey Liga, mit denen er in der ersten Saison gleich Deutscher Meister wurde. Nach weiteren zwei Jahren in München, blieb Simpson zunächst auch Cheftrainer des nach Hamburg umgesiedelten Klubs, der ab 2002 als Hamburg Freezers spielte. Diesen verließ er 2003. Nach einem Engagement beim EV Zug in der Schweizer Nationalliga A, in der er bereits in den 1990er Jahren als Trainer aktiv war, übernahm Simpson im Sommer 2008 das Traineramt bei den ZSC Lions, mit dem er 2009 die Champions Hockey League und den Victoria Cup gewann.
| Jahr | Turnier | Ort                                     | Rang |
| ---- | ------- | --------------------------------------- | ---- |
| 2010 | WM      | Köln & Mannheim, Deutschland            | 8.   |
| 2011 | WM      | Bratislava & Košice, Slowakei           | 9.   |
| 2012 | WM      | Helsinki, Finnland, Stockholm, Schweden | 11.  |
| 2013 | WM      | Stockholm, Schweden, Helsinki, Finnland | 2.   |
| 2014 | Olympia | Sotschi, Russland                       | 9.   |
| 2014 | WM      | Minsk, Belarus                          | 10.  |

Simpson übernahm im Februar 2010 als Nachfolger von Ralph Krueger das Traineramt bei der Schweizer Eishockeynationalmannschaft und führte das Nationalteam in der Folge näher an die Weltspitze heran. Bei der WM 2013 erlangte die Schweiz unter seiner Leitung die Silbermedaille. Am 2. März 2014 gab Sean Simpson seinen Rücktritt nach der Weltmeisterschaft 2014 als Nationaltrainer der Schweiz bekannt und führte die Mannschaft anschließend beim Weltturnier auf den 10. Platz. Zuvor hatte er bereits im April 2014 einen Vertrag bei Lokomotive Jaroslawl aus der KHL unterschrieben. Ende September des gleichen Jahres wurde er nach neun KHL-Spieltagen aufgrund von Erfolglosigkeit zusammen mit Colin Muller entlassen. Zwei Monate später wurde er zusammen mit Muller Nachfolger von Felix Hollenstein und Kimmo Rintanen bei den Kloten Flyers.
Simpson und Muller einigten sich im Mai 2016 mit Kloten auf eine Auflösung ihrer bestehenden Verträge. Der Verein hatte einen Sparkurs angekündigt und war von einem neuen Besitzer übernommen worden.
Am 11. Mai 2016 wurde Simpson von den Adlern Mannheim aus der Deutschen Eishockey Liga (DEL) als Cheftrainer verpflichtet. In der Saison 2016/17 führte Simpson die Mannschaft auf den zweiten Rang der DEL-Punktrunde, im Playoff-Viertelfinale war gegen die Eisbären Berlin Endstation. Nach dem Ausscheiden im März 2017 geriet Simpson wegen einer Verbalattacke gegen einen Berichterstatter in die Schlagzeilen, entschuldigte sich aber kurz darauf für sein Verhalten. Anfang Dezember 2017 wurde er entlassen. „Mit dieser Entscheidung reagiert die Clubführung auf die bislang durchwachsene Saison“, begründeten die Mannheimer die Trennung Zum Zeitpunkt der Trennung lagen die Adler auf dem siebten Tabellenrang. Im Oktober 2019 wurde er von Fribourg-Gottéron als Trainer-Berater angestellt. Er war rund fünf Monate für Fribourg-Gottéron tätig, im September 2020 trat er das Amt des ungarischen Nationaltrainers an.

## Erfolge und Auszeichnungen
- 1979 William Hanley Trophy
- 1980 William Hanley Trophy
- 1982 Calder-Cup-Gewinn mit den New Brunswick Hawks
- 1984 Topscorer der Eredivisie
- 1989 Topscorer der Eredivisie
- 1998 Schweizer Meister mit dem EV Zug (als Trainer)
- 2000 Deutscher Meister mit den München Barons (als Trainer)
- 2009 Champions-Hockey-League-Sieger mit den ZSC Lions (als Trainer)
- 2009 Victoria-Cup-Gewinn mit den ZSC Lions (als Trainer)
- 2013 Silbermedaille bei der Weltmeisterschaft mit der Schweizer Eishockeynationalmannschaft (als Trainer)

## Privates
Sean Simpson wohnt mit seiner Familie in Risch im Kanton Zug in der Schweiz.